# دنطوان تشيلي
دنطوان تشيلي (الاسم العلمي:Danthonia chilensis) هو نوع من النباتات يتبع جنس الدنطوان من الفصيلة النجيلية.